# Jorge Olguín
Jorge Mario Olguín (Dolores, 17 maggio 1952) è un allenatore di calcio ed ex calciatore argentino, di ruolo terzino destro.

## Carriera

### Giocatore

#### Club
Nel 1971 Jorge Olguín inizia la sua carriera professionistica nella squadra del San Lorenzo de Almagro, tra le più importanti in Argentina, e già l'anno dopo vince due titoli: il Metropolitano e il Nacional. Nel 1974 arriva il terzo titolo con la squadra di Buenos Aires, che sarà anche l'ultimo con il club. Nel 1976 arriva la prima convocazione in nazionale, nelle cui file Olguín partecipa poi al vittorioso campionato del mondo 1978. L'anno seguente passa al club dell'Independiente di Avellaneda.
La carriera all'Independiente del giocatore è all'insegna del dualismo con Pedro Monzón, giocatore che occupa lo stesso ruolo di Olguín che arriva nel 1981 insidiando il posto da titolare del giocatore di Dolores. Nel 1983 l'Independiente vince il titolo Metropolitano. L'anno dopo Olguín decide di cambiare nuovamente squadra e si trasferisce a La Paternal nelle file dell'Argentinos Juniors.
Appena arrivato, il giocatore conquista il titolo Metropolitano del 1984, il suo secondo consecutivo dopo quello dell'anno precedente vinto con l'Independiente. Nel 1985, dopo la vittoria del campionato Nacional, la squadra partecipa alla Coppa Libertadores vincendola, battendo in finale l'América de Cali in uno spareggio giocato il 24 ottobre, grazie al rigore sbagliato da Antony de Ávila. Olguín viene scelto come primo rigorista della finale e realizza il tiro dagli undici metri. Sempre nel 1985 l'Argentinos vince anche la Coppa Interamericana battendo il Defence Force, squadra di Trinidad e Tobago. Nel 1988 Olguín chiude infine la carriera, all'età di trentasei anni.

#### Nazionale
Olguín ha giocato in nazionale per 60 volte, non andando mai a segno. Ha fatto parte della rosa per il campionato del mondo 1978, vinto dagli argentini padroni di casa. Quattro anni più tardi fa nuovamente parte della rosa albiceleste per il campionato del mondo 1982, ma la squadra non ripete le gesta di quattro anni prima ed esce al secondo turno. Proprio dalla rassegna spagnola Olguín non verrà più convocato in nazionale.

### Allenatore
Dopo essersi ritirato Olguín inizia la carriera di allenatore, prima guidando la squadra in cui aveva terminato l'attività agonistica, l'Argentinos Juniors, poi guidando altre squadre argentine prima di andare ad allenare l'Avispa Fukuoka in Giappone e alcune squadre costaricane.

## Palmarès

### Giocatore

#### Club

##### Competizioni nazionali
- Campionato argentino: 6

San Lorenzo: Metropolitano 1972, Nacional 1972, Nacional 1974
Independiente: Metropolitano 1983
Argentinos Juniors: Metropolitano 1984, Nacional 1985

##### Competizioni internazionali
- Coppa Libertadores: 1

Argentinos Juniors: 1985
- Coppa Interamericana: 1

Argentinos Juniors: 1985

#### Nazionale
- Campionato mondiale: 1

Argentina 1978